# Psapharochrus crocostigma
Psapharochrus crocostigma là một loài bọ cánh cứng trong họ Cerambycidae.